# Escornebœuf
Escornebœuf (gaskognisch Escòrnabueu) ist eine französische Gemeinde mit 570 Einwohnern (Stand 1. Januar 2022) im Département Gers in der Region Okzitanien (vor 2016 Midi-Pyrénées). Sie gehört zum Arrondissement Auch und zum Kanton Gimone-Arrats. Die Einwohner werden Escornebovois genannt.

## Geografie
Escornebœuf liegt etwa 42 Kilometer westnordwestlich von Toulouse. Durch die Gemeinde fließen die Gimone und die Marcaoue parallel in Süd-Nord-Richtung, die hier von der Bahnstrecke Saint-Agne–Auch überquert werden. Nachbargemeinden sind Touget im Norden, Saint-Germier und Catonvielle im Nordosten, Razengues im Osten, Monferran-Savès im Osten und Südosten, Gimont im Süden, Aubiet im Westen sowie Sainte-Marie im Nordwesten.

## Bevölkerungsentwicklung
| Jahr                       | 1962 | 1968 | 1975 | 1982 | 1990 | 1999 | 2006 | 2011 | 2020 |
| Einwohner                  | 470  | 434  | 403  | 383  | 473  | 497  | 468  | 501  | 566  |
| Quellen: Cassini und INSEE |      |      |      |      |      |      |      |      |      |

## Sehenswürdigkeiten
- Kirche Sainte-Quitterie aus dem 19. Jahrhundert
- Kapelle Saint-Jean-de-Las-Monges aus dem 12. Jahrhundert, Monument historique

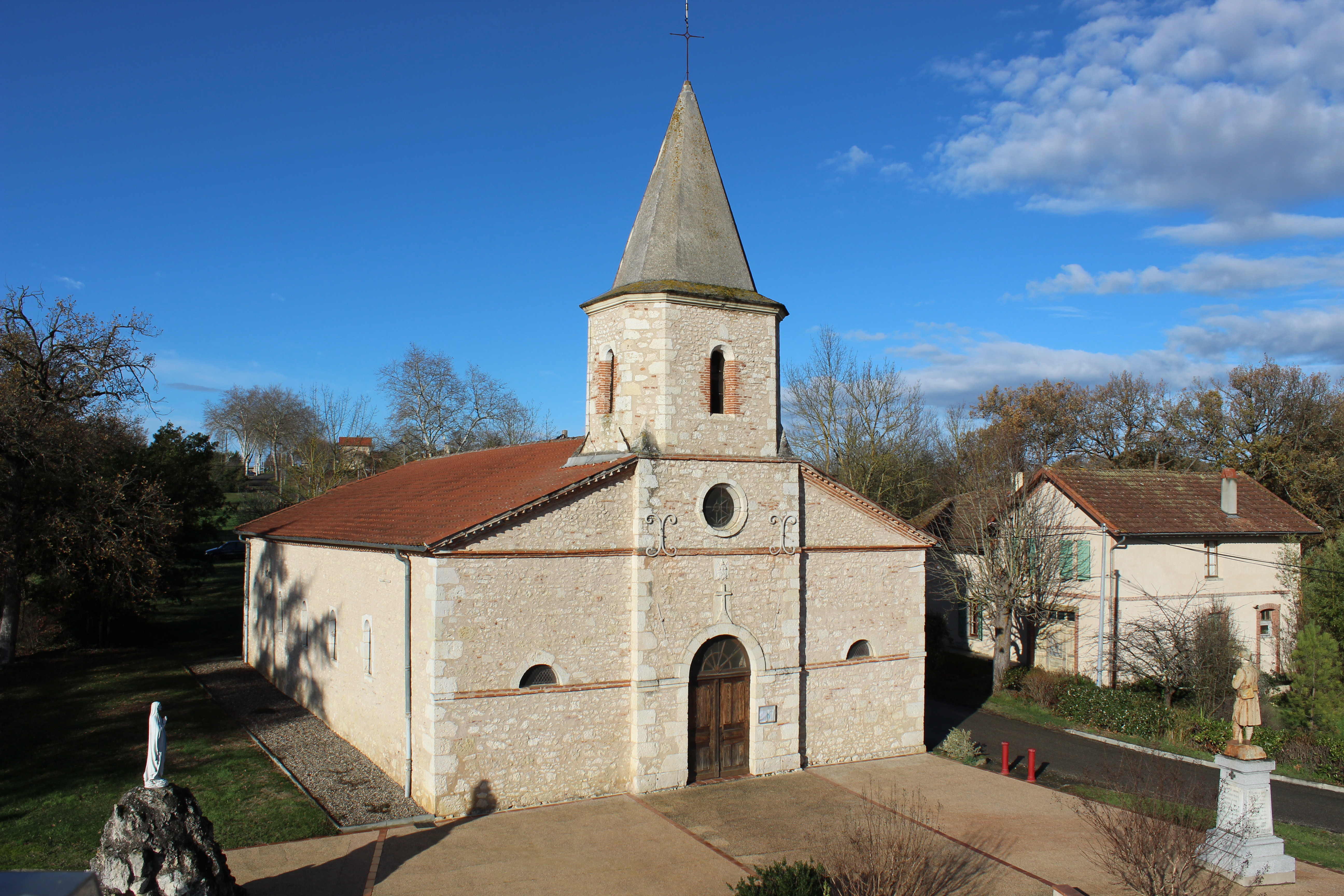
Kirche Sainte-Quitterie
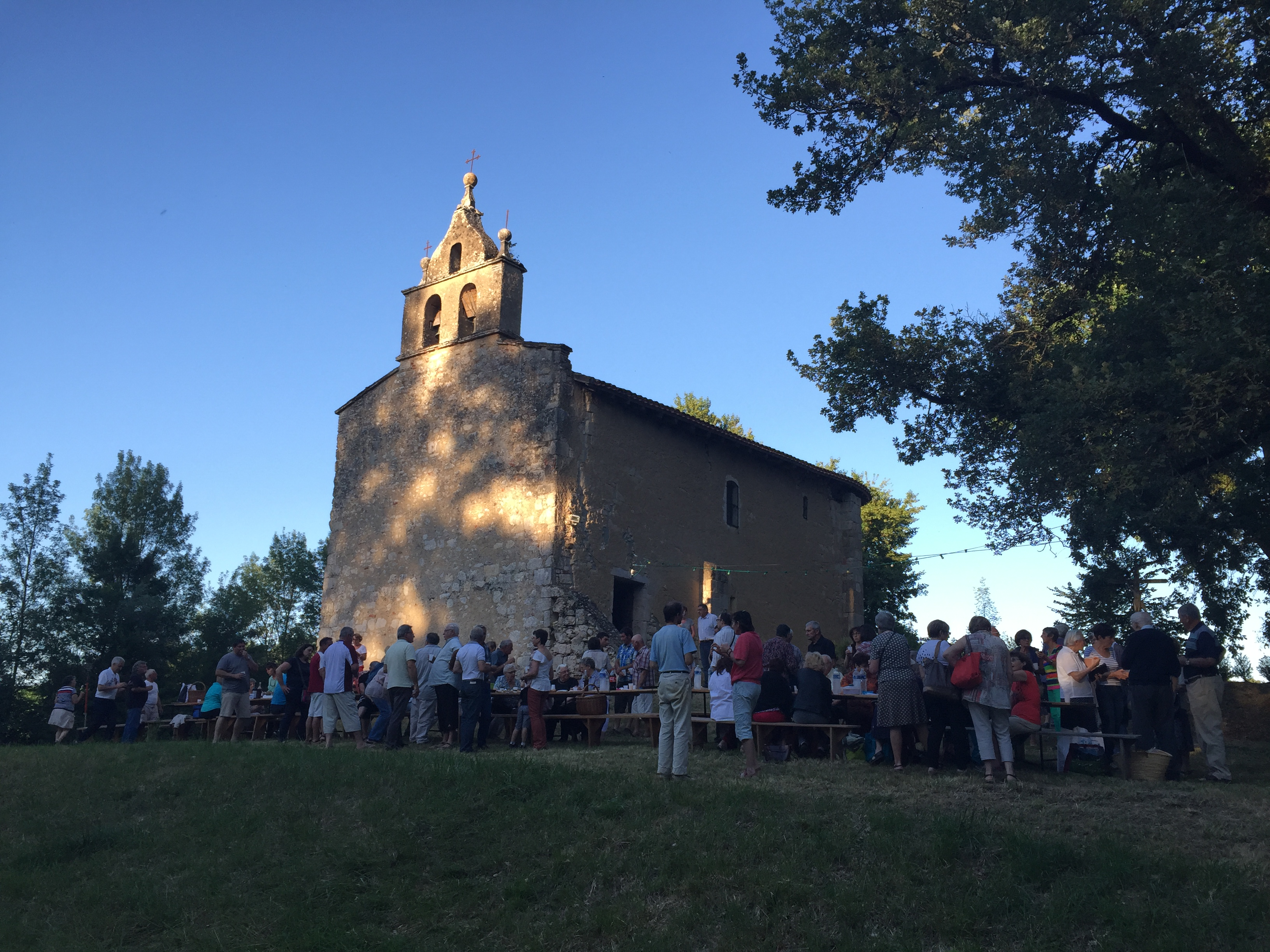
Kapelle Saint-Jean-de-Las-Monges
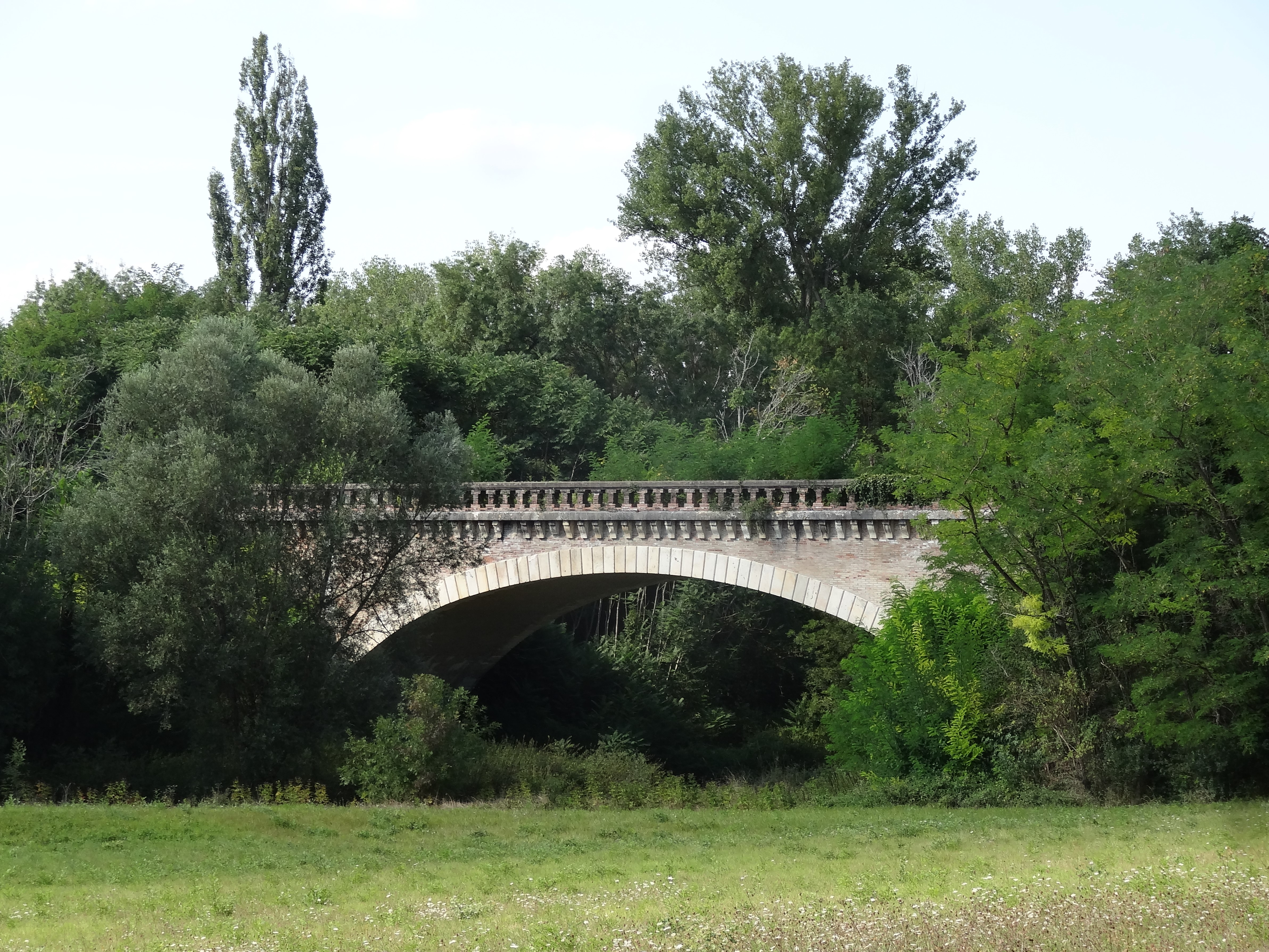
Eisenbahnbrücke über die Gimone